# Kefah Allush
Kefah Allush (Nablus, 1 december 1969) is een Nederlands presentator, mediaproducent en auteur van Palestijnse komaf. Hij groeide op in Vlaardingen, dat hij na voltooiing van de havo op zijn zeventiende verliet voor een carrière in de omroep. Hij begon bij de educatieve omroep Feduco en Omroep Rotterdam en stroomde al snel door naar de Hilversumse omroepwereld.
Opgegroeid met een seculier-islamitische achtergrond, noemde hij zich atheïst. Toen hij tegen de dertig liep veranderde dat en besloot hij voor zichzelf dat er wel degelijk een schepper moest zijn.

## Biografie

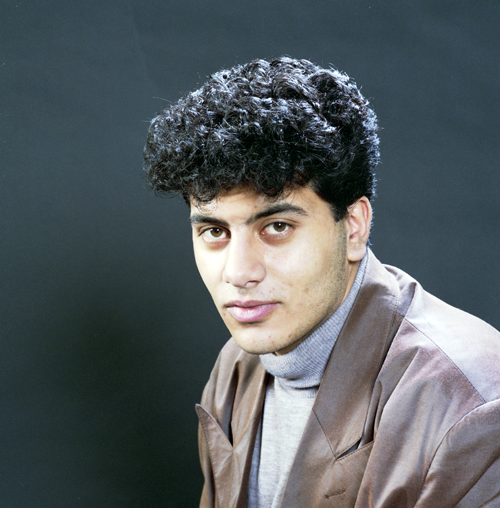
Kefah Allush in 1988

De eerste grote radioreis maakte Allush als 18-jarige, in 1988, als hoofdpersoon en tolk voor een reportage van Theo Uittenbogaard voor de VPRO-radio, waarin hij tijdens de Eerste Intifada (1987-1993) terugkeerde naar zijn geboorteplaats Nablus. Tien jaar later werkte hij opnieuw samen met Uittenbogaard als interviewer, tijdens een tocht door het Rifgebied voor de NPS-televisieserie De Toestand in Marokko. Hij presenteerde onder andere televisieprogramma's als Hollandse Nieuwe, Werk TV, Wat doe jij nou?, Babylon en Voor je Kiezen. Dit laatste was een live-programma van de IKON waarin in aanloop naar de roemruchte Tweede Kamerverkiezingen van 2002 elke week een lijsttrekker aan de tand werd gevoeld door een panel. Intussen leerde hij het vak op de vloer als productieassistent en producer. Langzaam groeide hij uit tot redacteur, regisseur, eindredacteur en uitvoerend producent. Als televisiemaker scoorde hij hoge ogen met De Toestand in Marokko en Urbania, beide voor de NPS.
Van 2004 tot 2009 werkte hij als gedelegeerd producent bij de internationaal opererende productiemaatschappij Eye2Eye Media. In die hoedanigheid was hij verantwoordelijk voor televisieprogramma's als McDonald's Kitchen, De Mis(s) Verkiezing, De Nationale Bijbeltest, Sterren op het Doek en Expedition Unlimited.

### Bij de EO
Allush trad in 2009 in dienst bij de Evangelische Omroep. Als uitvoerend producent was hij verantwoordelijk voor producties als The Passion, De Pelgrimscode en Kerstfeest op de Dam. Daarnaast presenteerde hij de televisieprogramma's De Kist en De Verandering, het NPO Radio 1-programma Dit is de Zondag en werd hij een van de presentatoren van het dagelijkse NPO 2-programma Geloof en een Hoop Liefde (voorheen was hij tevens 'de stem' van dit programma). Eind 2013 was hij te zien in Kerstgroeten uit Bethlehem, waarin Allush en 'pro-Israël'-christen Andries Knevel elkaar kennis lieten maken met de Israëlische respectievelijk de Palestijnse kant van het leven in dat deel van het Midden-Oosten.
In 2016 presenteerde hij de zesdelige serie Van Nablus naar Ninevé, waarin hij de oude, minder bekende volken en culturen in het Midden-Oosten herontdekte: Samaritanen, mandeeërs, druzen, kopten, bedoeïenen en jezidi's. In 2017 werd deze serie opgevolgd door Van Ninevé naar Nazareth. Allush was in januari 2017 te zien als presentator van de vijfdelige EO-serie Rot op met je religie. Op 13 april 2017 was Allush de verslaggever van de processie in The Passion, gehouden in Leeuwarden. In september 2018 onderzocht Allush in de 4-delige documentaireserie De Kruisvaarder en de Sultan hoe Friese boeren in de dertiende eeuw aan de Vijfde Kruistocht (1213-1221) hebben deelgenomen.
Van 24 tot en met 27 december 2018 werd de door hem gepresenteerde vierdelige documentaireserie Jezus van Nazareth uitgezonden. In het voorjaar van 2019 volgde een derde serie over onbekende volken en stammen in het Midden-Oosten (en Noord-Afrika); Van Atlas naar Arabië. In het voorjaar van 2020 volgde de 5-delige serie Oases in de Oriënt, gevolgd door een tweede seizoen in juni 2022. In juni 2020 kwam de opvolger Jezus van Nazareth verovert de wereld waarin Allush zijn zoektocht naar de levensloop van de apostelen van Jezus en de verspreiding van het evangelie onderzoekt (Petrus naar Rome, Taddeüs naar Armenië, Thomas naar India).
Vanaf 6 juli 2020 vormt Allush samen met Margje Fikse een presentatieduo voor de talkshow Op1, als invallers tijdens de zomerperiode. Op 21 december 2020 presenteerde hij weer, samen met Fikse, Op1 als vervanging van Giovanca Ostiana en Tijs van den Brink.
In december 2023 reisde Allush in vier afleveringen van Jezus van Nazareth naar alle windstreken naar de vier windstreken van Europa om Saint Patrick, Augustus van Hippo, Hendrik van Uppsala en Cyrillus en Methodius om hun invloed te portretteren.

## Auteur
Allush bracht in 2019 zijn eerste boek uit, een thriller: De munt van Judea. Dit debuut werd in 2019 genomineerd voor de Gouden Strop en voor de Schaduwprijs.

## Onderscheiding
Op 14 oktober 2019 werd aan Allush de Sonja Barend Award uitgereikt, voor zijn gesprek met Peter van Uhm in De Kist.
- Gemeinsame Normdatei: 1240350961
- International Standard Name Identifier: 0000 0003 9516 9126
- Nederlandse Thesaurus van Auteursnamen: 074771868
- Virtual International Authority File: 289856148
- WorldCat: E39PBJfWVTyMXmq4gXkDd3vbVC